# Skoworodky
Skoworodky (ukr. Сковородки, pol. hist. Skoworodki) – wieś na Ukrainie w rejonie starokonstantynowskim obwodu chmielnickiego.
Prywatna wieś szlachecka Skoworodki, położona w województwie wołyńskim, w 1739 roku należała do klucza Konstantynów Lubomirskich.
Miejscowość opisana w książce Zofii Kossak, Pożoga. Wspomnienie z Wołynia 1917-1919.